# Terry Armstrong
Terry Armstrong (Flint, 16 juli 2000) is een Amerikaans basketballer.

## Carrière
Armstrong besloot in 2019 om geen collegebasketbal te spelen en tekende daarop bij de South East Melbourne Phoenix. Hij stelde zich in 2020 kandidaat voor de NBA draft maar werd niet gekozen. In het seizoen 2021/22 speelde hij bij de Sloveense eersteklasser KK Rogaška. Voor het seizoen 2022/23 tekende hij in Servië bij KK Mladost Zemun maar verliet de club al in februari 2023. In november 2023 tekende hij bij reeksgenoot KK Metalac Valjevo.
In november 2024 tekende hij bij de Belgische eersteklasser Leuven Bears.